# Balanço funcional
Balanço Funcional é um instrumento de gestão e análise financeira, preparado a partir do balanço patrimonial.
A análise financeira moderna preocupa-se com o equilíbrio funcional das origens e aplicações de fundos pelo que se passou a designar de análise funcional.
O balanço funcional mostra numa certa data, as aplicações e recursos relacionados com os ciclos financeiros da empresa, qualquer que seja a sua situação jurídica. Os ciclos financeiros são a resultante financeira das decisões tomadas na empresa aos diferentes níveis: estratégico, operacional e financeiro.

## Classificação dos ciclos financeiros
1. Ciclo de investimento – Engloba o conjunto de actividades e decisões respeitantes à análise e selecção de investimentos ou desinvestimentos. As operações que a empresa efectua neste ciclo conduzem ao volume de imobilizações com que esta funciona.
2. Ciclo de exploração – Corresponde às actividades e decisões ao nível do aprovisionamento, produção e comercialização. Trata-se de operações efectuadas pela empresa no ciclo de exploração que conduzem aos consumos e obtenção de recursos da empresa que vão corresponder aos custos e proveitos operacionais na DR. No balanço vai provocar necessidades de recursos para financiar clientes e existências, obtendo em consequência, alguns recursos como seja o crédito de fornecedores.
3. Ciclo das operações financeiras – Corresponde às actividades de obtenção de fundos destinadas a financiar os investimentos e às necessidades de financiamento do ciclo de exploração. Decompõe-se em:

- - Ciclo de operações de capital – visa obter fundos estáveis para financiar os activos estáveis;
  - Ciclo de operações de tesouraria – visa gerir as disponibilidades e as quase disponibilidades, com como assegurar a cobertura financeira a curto prazo, no caso de insuficiência dessas disponibilidades;

## Conceitos
- Activo Fixo: Corresponde aos activos com permanência prevista na empresa superior a um ano. Compreende os Activos Fixos Tangíveis e Intangiveis, investimentos financeiros, dívidas de terceiros a médio e longo prazo, adiantamentos a fornecedores de imobilizado.
- Necessidades cíclicas: Compreendem todas as contas que se relacionam com o ciclo de exploração e que implicam necessidades de financiamento. Decompõe-se em: inventários; adiantamentos a fornecedores; clientes; Estado e outros entes públicos; outras dívidas de exploração a receber;
- Tesouraria activa: Respeita aos activos líquidos e quase líquidos. Inclui depósitos bancários, caixa e títulos negociáveis.
- Capital Permanente: corresponde ao capital próprio e ao capital alheio estável:
- Capital Próprio: utiliza-se também a denominação de fundos próprios, corresponde à noção contabilistica de capital próprio (Capital Social deduzido das acções ou quotas próprias, reservas e resultados)é frequente incluirem as contas correntes de sócios e accionistas e a parte das provisões para riscos e encargos quando estas se equiparam a reservas.
- Capital alheio estável: Aqui se inclui todas as dívidas de médio e longo prazo, como por exemplo, os empréstimos por obrigações, por títulos participativos, bancários, etc.
- Recursos Cíclicos: Compreendem as contas relacionadas com operações do ciclo de exploração, que implicam criação de recursos financeiros e que são: Adiantamentos de clientes, Fornecedores, Estado e outros entes públicos (financiamento fornecido pelo Estado resultante dos prazos de pagamento de impostos), Outros credores de exploração.
- Tesouraria passiva: Respeita ao passivo imediato ou quase imediato, que resulte de decisões de financiamento.

## Ajustamentos do balanço contabilistico para o balanço funcional
Dívidas de terceiros de MLP (Activo circulante) - transferir para Activo Fixo.
Adiantamentos a fornecedores de imobilizado (Activo circulante) - transferir para Activo Fixo
Letras descontadas não vencidas (Fora do balanço) - Repor em «clientes» e por contrapartida «empréstimos bancários curto prazo, Considera-se Activo Fixo e Tesouraria Passiva.
Clientes em factoring (Fora do Balanço) - Repor em «clientes» e por contrapartida «empréstimos bancários curto prazo, considerar Activo Fixo e Tesouraria Passiva.
Subscritores de Capital (Activo circulante) - Deduzir por contrapartida do capital social, considera-se menos Tesouraria Activa e Capital Próprio.
IRC (Activo Circulante) - Os pagamentos por conta deveriam estar a deduzir ao Estado, considera-se menos Tesouraria Activa e Passiva.
IVA a recuperar de Exploração (Activo Circulante) - considerar Necessidade Ciclica.
IVA a recuperar de Investimentos (Activo circulante) - Se for pedido o reembolso do IVA, considerar Tesouraria Activa.
Outras situações e outros impostos (Activo Circulante) - Consoante o prazo previsto de recuperação, considera-se Activo Fixo ou Tesouraria Activa.
Custos diferidos:
- relacionados com FSE (Acréscimos e diferimentos) - referentes à Exploração, considera-se Necessidade Cíclica.
- relacionados com juros, câmbios, etc. (Acréscimos e diferimentos) - não é operacional mas financeiro (se for de curto prazo), considera-se Tesouraria Activa.
- relacionados com imobilizações em curso (Acréscimos e diferimentos) - trata-se de MLP, considera-se Activo Fixo.
Acréscimos de proveitos:
- relacionados com Vendas e Clientes (Acréscimos e diferimentos) - referentes à Exploração, considera-se Necessidade Cíclica.
- relacionados com juros (Acréscimos e diferimentos) - não é operacional mas financeiro (se for de curto prazo), considera-se Tesouraria Activa.
- Resultados Líquidos (Capital Próprio) - quando há distribuição de dividendos, são uma dívida aos accionistas no curto prazo, considera-se Tesouraria Passiva.
- Provisões para riscos e encargos - Em geral são um dívida considera-se Tesouraria Passiva mas por vezes tem características de reservas, neste caso considera-se Capital Permanente.
- Adiantamentos por conta de vendas (Passivo de Curto Prazo) - trata-se de uma adiantamento de clientes, considera-se Recurso Ciclico.
- Fornecedores em mora (Passivo de Curto Prazo) - deixam de fazer parte dos recursos ciclicos, considera-se Tesouraria Passiva.
-  Estado e Outros Entes públicos em mora (Passivo de Curto Prazo) - deixam de fazer parte dos recursos ciclicos, considera-se Tesouraria Passiva.
-  Acréscimos de custos:
-  Relacionados com FSE e Pessoal (Acréscimos e diferimentos) - referentes à Exploração, considera-se Recurso Cíclico.
-  Relacionados com juros (Acréscimos e diferimentos) - não é operacional mas financeiro, considera-se Tesouraria Passiva.
-  Proveitos diferidos:
-  Relacionados com vendas (Acréscimos e diferimentos) - vendas ainda não entregues.É como um adiantamento do cliente, considera-se Recurso Cíclico.
- Relacionados com juros, câmbios, etc. (Acréscimos e diferimentos) - não é operacional mas financeiro (se for de curto prazo), considera-se Tesouraria Passiva.